# Prionyx kurdistanicus
Prionyx kurdistanicus là một loài côn trùng cánh màng trong họ Sphecidae, thuộc chi Prionyx. Loài này được Balthasar miêu tả khoa học đầu tiên năm 1954.